# Philip Rosenthal (Filmproduzent)

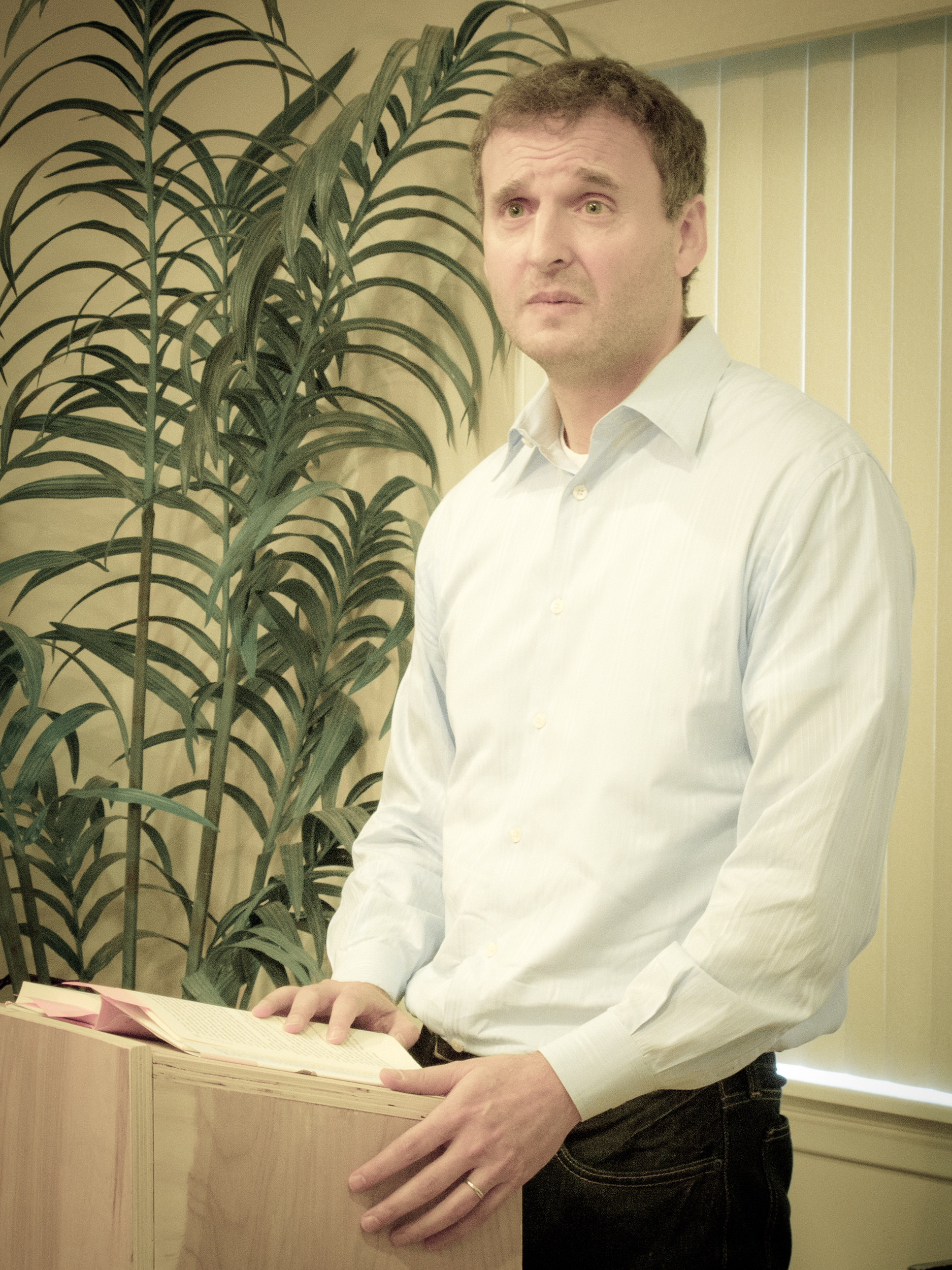
Philip Rosenthal (2011)

Philip „Phil“ Rosenthal (* 27. Januar 1960 in New York City) ist ein US-amerikanischer Drehbuchautor und Filmproduzent, der vor allem als Schöpfer, Autor und ausführender Produzent der Sitcom Alle lieben Raymond (1996–2005) bekannt ist.

## Leben
Philip Rosenthal wurde als Sohn von Helen Ruth Rosenthal, geborene Auerbach, und Max Rosenthal im New Yorker Stadtbezirk Queens geboren. Die Familien seiner Eltern flohen aufgrund der Verfolgung von Menschen jüdischen Abstammung durch Nationalsozialisten während der NS-Zeit aus Deutschland in die USA. Mit dem Vornamen Philip wurde er nach seinem Großvater mütterlicherseits, dem Politiker Philipp Auerbach, benannt. Philip Rosenthal verbrachte den größten Teil seiner Kindheit in New City im Rockland County. Er besuchte die Clarkstown North High School, wo er sich am Theaterclub der Schule engagierte. Während seiner vier Jahre in Clarkstown trat er in vielen Theaterstücken auf. Zu seinen Mitschülern gehörten der zukünftige TV-Produzent Alan Kirschenbaum („Yes, Dear“) und der Kabarettsänger Richard Holbrook. Rosenthal schloss die Highschool im Jahre 1977 ab. Danach besuchte er die Hofstra University, wo er sein Studium im Jahre 1981 beendete. In den frühen 1980er Jahren lebte er in New York City als Schauspieler, bevor er Autor und Produzent von Serien wie Coach und Baby Talk wurde. Daneben blieb er weiterhin als Schauspieler tätig.
Rosenthal hat eine Tochter, Lilly und einen Sohn, Ben. Sein Bruder, Richard Rosenthal ist u. a. der Produzent von Somebody Feed Phil.

### Produktionen und Serien
Ab dem Jahr 1996 produzierte er die Serie Alle lieben Raymond. Die Sitcom wurde von Ray Romano koproduziert und basiert teilweise auf dessen Comedyprogramm. Rosenthals Frau, die Schauspielerin Monica Horan, spielte darin die Rolle von Amy MacDougall-Barone. Mit der Serie gewann er 2003 und 2005 den Emmy Award. Der Beschluss, die Serie einzustellen, wurde gegen die Einwände und Vorbehalte der anderen Schauspieler von Rosenthal und Romano getroffen.
Seit 2018 ist er in der von John Bedolis produzierten erfolgreichen Netflix-Doku-Serie Somebody Feed Phil zu sehen. Darin reist er in verschiedene Städte auf der ganzen Welt, um sie kulinarisch zu entdecken. Auf seiner Reise trifft er viele unterschiedliche Menschen, die ihre Leidenschaft für gutes Essens mit ihm teilen.